# Marcio Aquiles
Marcio Aquiles (Bocaina, 1979), é escritor, dramaturgo, crítico literário e crítico teatral brasileiro. Tem dez livros publicados como autor e sete como organizador. É doutor em artes cênicas pela USP. 

## Biografia
Marcio Aquiles tem formação acadêmica multidisciplinar: doutor em Artes Cênicas pela Escola de Comunicação e Artes da Universidade de São Paulo (USP); mestre em Divulgação Científica e Cultural; bacharel em Estudos Literários com pesquisa sobre a crítica literária contemporânea, ambos pela Universidade Estadual de Campinas (UNICAMP, 2011 e 2016) e Engenheiro de Materiais pela Universidade Federal de São Carlos (UFSCar, 2003). Fez estágio de um ano na Friedrich-Schiller-Universität Jena, Universidade de Jena, na Alemanha, com bolsa do DAAD. 
De 2011 a 2014, atuou como jornalista e crítico de teatro na Folha de S.Paulo, tendo passado pela Revista Serafina e pelo caderno Ilustrada.
Em dezembro de 2023, recebeu o 1º Prêmio Egresso Destaque UNICAMP, como forma de reconhecimento de sua distinta trajetória profissional e acadêmica.
Marcio Aquiles é coordenador de projetos internacionais na SP Escola de Teatro – Centro de Formação das Artes do Palco, espaço que se tornou um dos mais importantes centros de formação das artes do palco na América Latina. Desde 2013 é membro da Associação Paulista de Críticos de Arte (APCA).

## Carreira

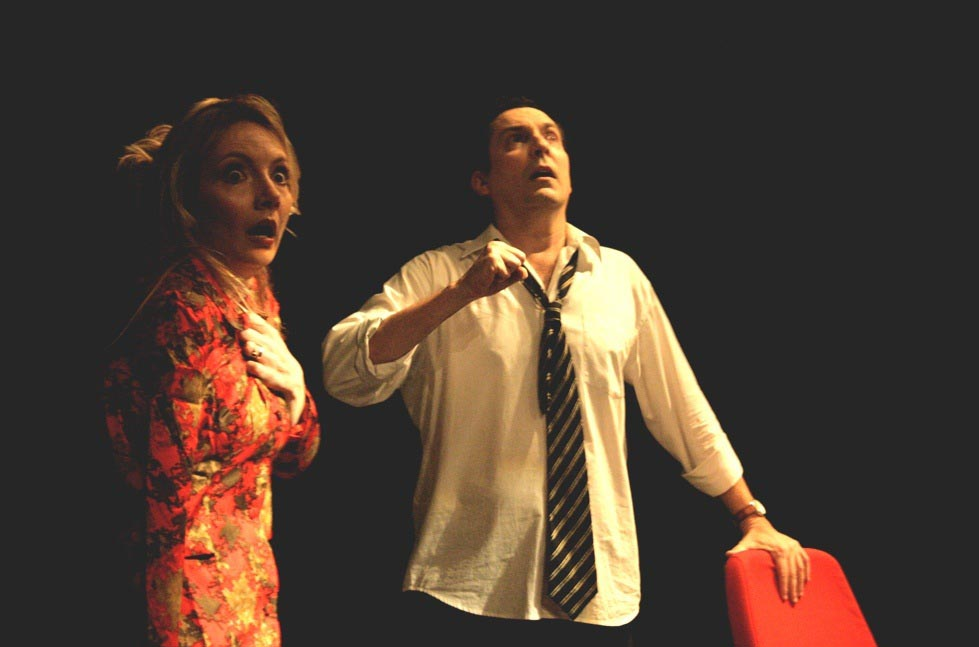
Djin Sganzerla e Augusto Marin na montagem de Colapsos mentais e o declínio dos sistemas de produção de sentido (2012).

Em seu trabalho como escritor, Marcio Aquiles lança seu primeiro livro Delírios Metapoéticos Neodadaístas, em 2012, publicado pela Editora 7 Letras; cuja obra carrega traços de diferentes idiomas, linguagens e mundos, em versos de dicção essencialmente contemporânea. Percorrendo caminhos aparentemente desconexos, os textos exploram e costuram sintaxes inesperadas, por meio de labirintos semânticos, numa ousada experimentação técnica e estilística. Sua escrita cerebral une intertextualidade, erudição e sensibilidade. Nesse mesmo ano, sua peça Colapsos Mentais e o Declínio dos Sistemas de Produção de Sentido, baseada no livro lançado, estreia no Festival Satyrianas, com elenco estrelado por Djin Sganzerla, Juliano Dip, Nadia Berriel e Magali Geara e Augusto Marin que assina a direção da montagem.

"Seu vasto referencial cultural e científico acaba se transformando em suporte fundamental para a escritura de sua obra, transformando-a em um terreno fértil para o embate de ideias e conceitos que nos assolam atualmente. Sua singularidade artística, atravessando tantas áreas do conhecimento e da arte, desponta como um poderoso agente visionário do nosso teatro'"

Ivam Cabral no prefácio do livro O Esteticismo Niilista do Número Imaginário.

Em 2013, publica seu segundo livro, O Esteticismo Niilista do Número Imaginário, pela Editora É Realizações, coletânea de peças curtas que colocam em diálogo o cânone literário, o conhecimento científico, os conflitos cotidianos e a angústia da existência. No mesmo ano, sua peça Geometria do Absurdo estreia nas Satyrianas, sob direção de Maurício Paroni de Castro, com Raissa Peniche, Marcelo Coelho, Marcelo Szykman, Helena Magon, Thais Simi, Livio Tassan Mangina, Sylvia Soares, Zoe Barossi, Simone Limase e de forma fonográfica, a participação especial de Gerald Thomas, que vive a surreal e fictícia experiência de ser um motorista de ônibus entrevistado e reproduzido em série por seus próprios fantasmas. No ano seguinte, sua peça A Liberdade do Gozo Sob Condições Distintas de Pressão e Temperatura, estreia no mesmo festival, novamente sob direção de Maurício Paroni.
Escritor vertiginoso, em 2015, publica seu terceiro livro, Tipologias Ficcionais e Linguísticas, volume composto por microcontos seguidos de vários posfácios, fazendo pastiche ao Museu do Romance da Eterna, do escritor argentino Macedonio Fernández. Em sua resenha para a obra no jornal Folha de S.Paulo, o crítico literário Manuel da Costa Pinto aponta as relações entre o relativismo autoirônico e o sarcasmo da empreitada literária.

"É melhor entender o texto como uma espécie de imã ideológico, capaz de atrair ao mesmo tempo as pérolas do conservadorismo popular e as distorções mais típicas do direitismo ilustrado'"

Marcelo Coelho no prefácio do livro Monólogos de um Reacionário.

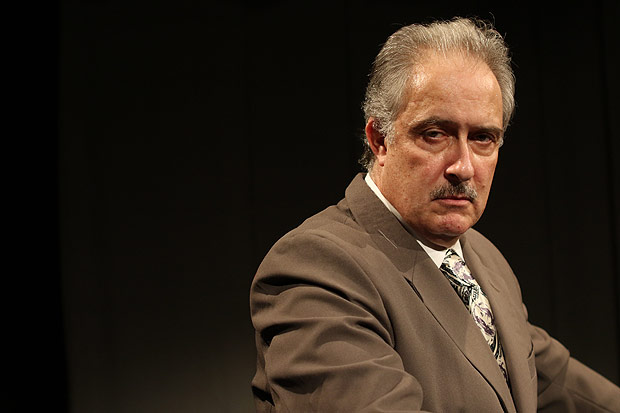
Marcelo Coelho em Monólogos de um Reacionário (2015)

Também em 2015, a primeira versão de sua peça teatral Monólogos de um Reacionário estreia nas Satyrianas, sob direção de Maurício Paroni de Castro, com atuação de Marcelo Coelho. Em seguida, o espetáculo faz duas temporadas no Espaço dos Satyros, em dezembro de 2015 e entre março e abril de 2016. Na sequência, a dramaturgia da obra é publicada pela Editora Giostri.

"O livro desconstrói os discursos humanos em suas ciências, em breves academias, utilizando o formato do soneto para territorializar este espaço de guerra, onde a lógica cede para o mistério, uma fabulação dos tropos que explicam até a existência humana com sua filosofia, com a biologia corporal, e também a arte, forma cambiante, de explorar a mente humana'"

Fernando Andrade atesta na resenha sobre o livro O Eclipse da Melancolia.

Marcio Aquiles lança em 2017, seu primeiro romance, O Amor e outras Figuras de Linguagem, volume que coloca em perspectiva diversos estilos ficcionais, numa trama rizomática abstrata que combina elementos distópicos, recursos metalinguísticos e devaneios sobre a percepção, propiciando várias chaves de leitura para tudo o que é descrito, narrado ou relatado. Na sequência, em 2018, lança seu sexto livro, O Eclipse da Melancolia, série de sonetos de matiz simbolista que versa sobre a criação do universo, a entropia, a percepção sensível da realidade, a ficção e a gramática da poesia. No mesmo ano, participa com um artigo da coletânea de ensaios Critical Articulations of Hope from the Margins of Arts Education: International Perspectives and Practices, publicada pela prestigiada editora britânica Routledge. No mesmo ano, Aquiles é um dos curadores da mostra de filmes Eu, Nicole Puzzi, Possuída pelo Prazer sobre Nicole Puzzi na Cinemateca Brasileira.

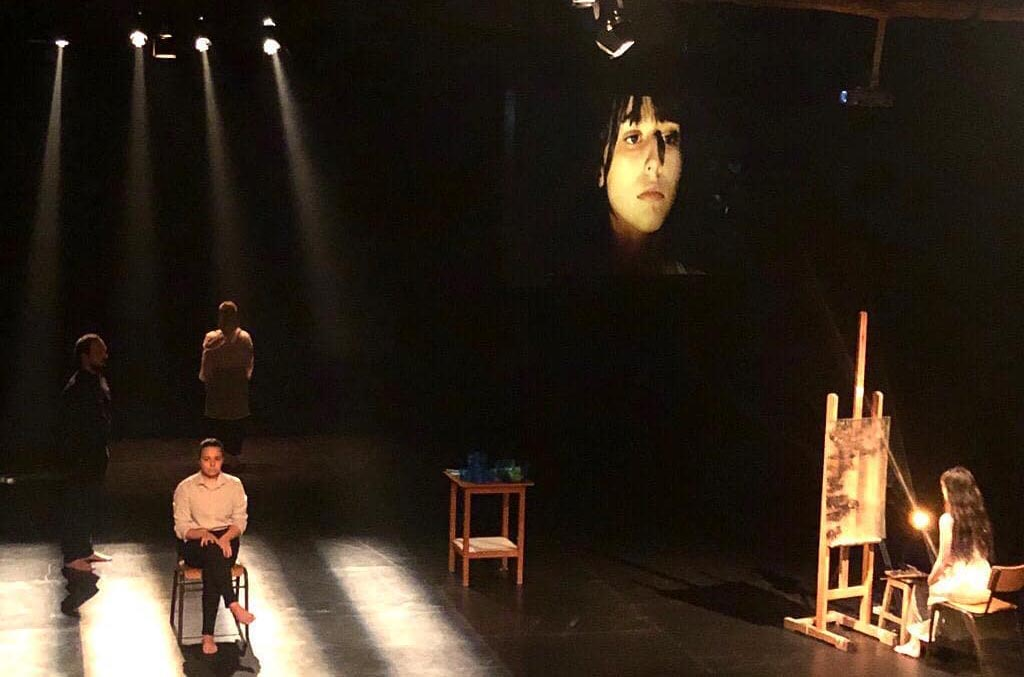
A Decadência dos Seres não Abstratos, FITEI, Portugal (2019)

Em 2019, sua peça teatral A Decadência dos Seres Não Abstratos é encenada no Festival Internacional de Teatro de Expressão Ibérica (FITEI), em Vila Nova de Gaia, Portugal. No ano seguinte, uma nova montagem do texto, dessa vez com elenco brasileiro, entra em temporada em São Paulo, na SP Escola de Teatro.
Seu sétimo livro, A Odisseia da Linguagem no Reino dos Mitos Semióticos, publicado pela Editora Primata é lançado em meio à pandemia da Covid-19, em 2020, então impossibilitados de realizar qualquer evento presencial, o livro ganha seu lançamento virtual, com direito a sarau digital, e leituras de trechos realizadas por 30 artistas convidados, como: Robson Catalunha, Barbara Salomé, Marcelo Coelho, Dan Nakagawa, Luiza Gottschalk, Elen Londero, Raul Barreto, entre outros.

"O sujeito lírico dos poemas desafia o mundo linguístico que, na tentativa de explicar a essência do mito, poetiza, já que o mundo circular da poesia é o único capaz de apreender uma essência e traduzi-la em imagens harmoniosamente conjugadas. Tal circularidade é o vetor de significados, potencializando sentidos, como uma célula pronta a explodir e se expandir pelo espaço, a exemplo do Big Bang'"

O professor Agnaldo Rodrigues ressalta em sua resenha sobre o livro A Odisseia da Linguagem no Reino dos Mitos Semióticos para a Revista Top Magazine.

Ainda no ano de 2020, organiza, ao lado de Alexandre Mate, o volume Teatro de Grupo na Cidade de São Paulo e na Grande São Paulo: Criações Coletivas, Sentidos e Manifestações em Processos de Lutas e de Travessias, livro que faz um registro documental com textos de 194 coletivos da região metropolitana e artigos que abordam o sujeito histórico teatro de grupo, primeira publicação do Selo Lucias, iniciativa da Associação dos Artistas Amigos da Praça (ADAAP) e da SP Escola de Teatro, que em seu título homenageia, a professora, jornalista e gestora cultural Lucia Camargo (1944 - 2020), e, que ao lado de Ivam Cabral, Beth Lopes e Elen Londero, Aquiles é membro do Conselho Editorial.
Em 2021, publica o livro A Cadeia Quântica dos Nefelibatas em Contraponto ao Labirinto Semântico dos Lotófagos do Sul, obra que é aberta ao devaneio e a tentativas de problematizações formais e semânticas do poema. No mesmo ano, recebe o Prêmio Biblioteca Digital, organizado pela Biblioteca Pública do Paraná, pelo romance Artefato Cognitivo nº 7√log5ie, a obra é composta por múltiplos dispositivos diegéticos, jogos linguísticos, paradoxos espaçotemporais e registros que orbitam interpretações simultâneas de ordem realista, subjetiva, onírica e delirante. E em 2022, a obra que contava apenas com edição digital, ganha versão impressa pela Editora Urutau.

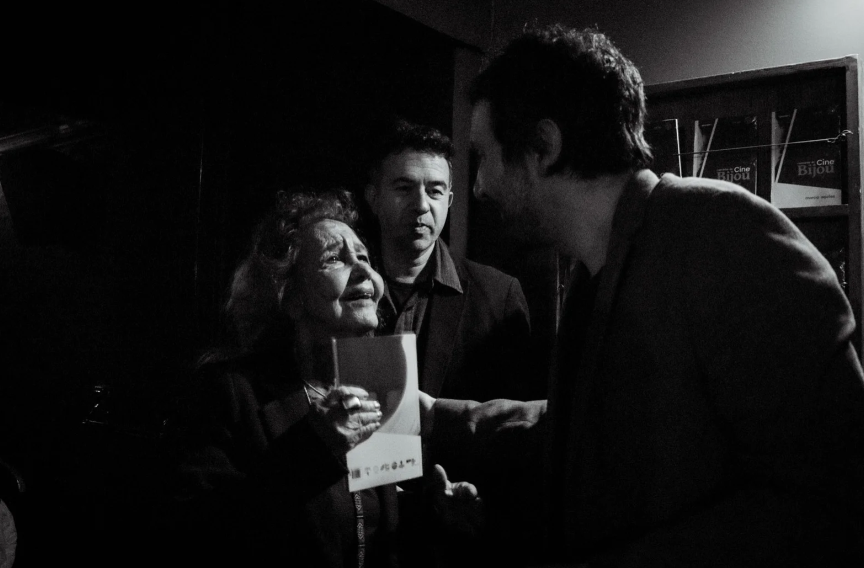
Helena Ignez, André Guerreiro Lopes e Marcio Aquiles no lançamento do livro Memórias do Cine Bijou (2023)

Em 2023, publica o livro Memórias do Cine Bijou, com entrevistas de artistas, críticos e acadêmicos sobre o cinema de arte de São Paulo que foi ponto de encontro de movimentos de resistência à Ditadura Militar entre os anos 1960 e 1980. Em outubro do mesmo ano, publica, ao lado de Alexandre Mate, Ivam Cabral e Elen Londero o livro Teatro de Grupo em Tempos de Ressignificação: Criações Coletivas, Sentidos e Manifestações Cênicas no Estado de São Paulo, segundo volume publicado pelo Selo Lucias sobre a produção teatral paulista. Esta edição conta com textos que descrevem a história, os processos criativos e as referências estética de 335 coletivos, todo esse material é complementado por artigos teóricos de acadêmicos e pesquisadores que estudam o fenômeno do teatro de grupo.

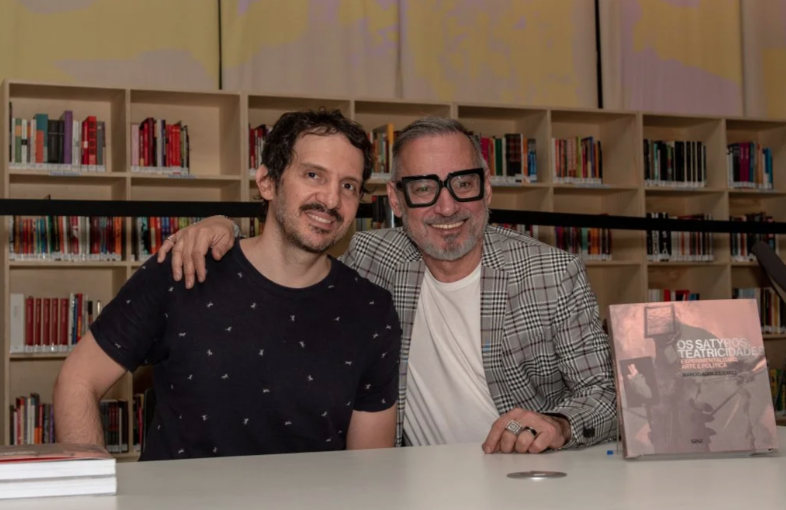
Marcio Aquiles ao lado de Ivam Cabral, no lançamento do livro Os Satyros: Teatricidades – Experimentalismo, Arte e Política (2024)

Em 2024, pelo Selo Lucias, é publicado o livro Entre Almanach 2024, com organização de Ivam Cabral, Marcio Aquiles, Robson Corrêa de Camargo e Tomasz Wiśniewski, feito em parceria com a Universidade de Gdańsk, na Polônia o livro-almanaque traz 33 textos de diversos pensadores do teatro.
Ainda em 2024, o livro Os Satyros: Teatricidades - Experimentalismo, Arte e Política é publicado pelas Edições Sesc, livro que remonta toda a história do grupo Os Satyros, e que Marcio Aquiles assina a organização. O livro é uma coletânea de artigos de pesquisadores e jornalistas sobre a trajetória e os impactos artísticos, pedagógicos, urbanísticos e sociais da atuação do grupo paulistano, que desenvolveu um teatro marcado pela transgressão e pelos valores da alteridade e da liberdade.

## Produção Bibliográfica
| Ano  | Título                                                                                       | Gênero  | Editora       | Como  |
| ---- | -------------------------------------------------------------------------------------------- | ------- | ------------- | ----- |
| 2023 | A Queda Ontológica do Androide Místico                                                       | Poesia  | Primata       | Autor |
| 2022 | Artefato Cognitivo nº 7√log5ie                                                               | Romance | Urutau        | Autor |
| 2021 | A Cadeia Quântica dos Nefelibatas em Contraponto ao Labirinto Semântico dos Lotófagos do Sul | Poesia  | Urutau        | Autor |
| 2020 | A Odisseia da Linguagem no Reino dos Mitos Semióticos                                        | Poesia  | Primata       | Autor |
| 2018 | O Eclipse da Melancolia                                                                      | Poesia  | Patuá         | Autor |
| 2017 | O Amor e outras Figuras de Linguagem                                                         | Romance | Giostri       | Autor |
| 2016 | Monólogos de um Reacionário                                                                  | Teatro  | Giostri       | Autor |
| 2015 | Tipologias Ficcionais e Linguísticas                                                         | Contos  | Giostri       | Autor |
| 2013 | O Esteticismo Niilista do Número Imaginário                                                  | Teatro  | É Realizações | Autor |
| 2012 | Delírios Metapoéticos Neodadaístas                                                           | Poesia  | 7Letras       | Autor |

| Ano  | Título | Gênero             | Editora      | Como        |
| ---- | --- | ------------------ | ------------ | ----------- |
| 2024 | Os Satyros: Teatricidades - Experimentalismo, Arte e Política                                                                                    | História do Teatro | Edições SESC | Organizador |
| 2024 | Entre Almanach 2024 | Teatro             | Selo Lucias  | Organizador |
| 2023 | Memórias do Cine Bijou | História do Cinema | Selo Lucias  | Organizador |
| 2023 | Teatro de grupo em tempos de ressignificação: criações coletivas, sentidos e manifestações cênicas no estado de São Paulo                        | História do Teatro | Selo Lucias  | Organizador |
| 2022 | Entre o nada e o infinito – Crônicas, reflexões e memórias digitais de Ivam Cabral                                                               | Crônica            | Giostri      | Organizador |
| 2021 | Epopeia dos Seres Selvagens, Loucos e Animais | Poesia e Ilustação | Giostri      | Organizador |
| 2020 | Teatro de Grupo na Cidade de São Paulo e na Grande São Paulo: Criações Coletivas, Sentidos e Manifestações em Processos de Lutas e de Travessias | História do Teatro | Selo Lucias  | Organizador |

## Teatro
| Ano  | Trabalho                                                             | Direção                   | Local                                   | Como       |
| ---- | -------------------------------------------------------------------- | ------------------------- | --------------------------------------- | ---------- |
| 2020 | A Decadência dos Seres não Abstratos II                              | Luisa Pinto e Higor Lemo  | SP Escola de Teatro                     | Dramaturgo |
| 2019 | A Decadência dos Seres não Abstratos                                 | Luisa Pinto               | Armazém 22, Vila Nova de Gaia, Portugal | Dramaturgo |
| 2016 | Círculo de Ofensas Elogiosas                                         | Mauricio Paroni de Castro | SP Escola de Teatro                     | Dramaturgo |
| 2015 | Monólogos de um Reacionário                                          | Mauricio Paroni de Castro | Espaço dos Satyros                      | Dramaturgo |
| 2014 | A Liberdade do Gozo Sob Condições Distintas de Pressão e Temperatura | Mauricio Paroni de Castro | SP Escola de Teatro                     | Dramaturgo |
| 2013 | Geometria do Absurdo                                                 | Mauricio Paroni de Castro | SP Escola de Teatro                     | Dramaturgo |
| 2012 | Colapsos Mentais e o Declínio dos Sistemas de Produção de Sentido    | Augusto Marin             | SP Escola de Teatro                     | Dramaturgo |

## Prêmios
| Ano  | Premiação                                                | Categoria                               | Trabalho | Resultado |
| ---- | -------------------------------------------------------- | --------------------------------------- | --- | --------- |
| 2023 | 1º Prêmio Egresso Destaque UNICAMP                       | Instituto de Estudos da Linguagem (IEL) | Conjunto da obra acadêmica | Venceu    |
| 2021 | Prêmio da Associação Paulista de Críticos de Arte (APCA) | Especial da Crítica                     | Teatro de Grupo na Cidade de São Paulo e na Grande São Paulo: Criações Coletivas, Sentidos e Manifestações em Processos de Lutas e de Travessias | Venceu    |
| 2021 | Prêmio Biblioteca Digital                                | Romance                                 | Artefato Cognitivo nº 7√log5ie | Venceu    |